# Hangtian Dong Fang Hong
Die Hangtian Dong Fang Hong Satelliten GmbH (chinesisch 航天东方红卫星有限公司, Pinyin Hángtiān Dōngfāng Hóng Wèixīng Yǒuxiàn Gōngsī), kurz Hangtian Dong Fang Hong (航天东方红), mit Sitz im Pekinger Stadtbezirk Haidian ist ein chinesischer Hersteller kleinerer Satelliten im Bereich zwischen 50 und 1000 kg.
Über die China Spacesat Corporation ist die Firma eine Tochtergesellschaft der Chinesischen Akademie für Weltraumtechnologie, die wiederum die Führungsgesellschaft der China Aerospace Science and Technology Corporation für das Geschäftsfeld Raumflugkörper ist.

## Geschichte
Am 21. August 1997 gründete die Chinesische Akademie für Weltraumtechnologie die Chinesische Dong Fang Hong Satelliten AG (中国东方红卫星股份有限公司), im Ausland besser bekannt als „China Spacesat Corporation“, mit dem primären Unternehmensziel der Entwicklung und Herstellung von Satelliten und entsprechender Anwendungsgeräte.
Die Dong Fang Hong AG ihrerseits – der Name leitet sich von dem ersten chinesischen Satelliten Dong Fang Hong I aus dem Jahr 1970 ab – gründete am 30. Mai 2001 mit einem Stammkapital von 695 Millionen Yuan als alleinige Gesellschafterin die Hangtian Dong Fang Hong Satelliten GmbH, die sich speziell mit der Herstellung von Kleinsatelliten mit einer Startmasse von bis zu einer Tonne beschäftigen sollte.
Gleich nach der Eröffnung des Firmensitzes in der Pekinger Raumfahrtstadt im August 2001 beantragte Dong Fang Hong über die Staatliche Kommission für Entwicklung und Reform die Einrichtung eines „Nationalen ingenieurtechnischen Forschungszentrums für Kleinsatelliten und deren Anwendungsmöglichkeiten“ (小卫星及其应用国家工程研究中心). Im Oktober 2001 wurde dies vom Staatsrat der Volksrepublik China genehmigt.
Die Dong Fang Hong GmbH brauchte bei der Entwicklung von Kleinsatelliten jedoch nicht bei null zu beginnen, sondern konnte auf den von der Akademie für Weltraumtechnologie entwickelten Bus CAST 968 zurückgreifen, der 1999 bei dem Experimentalsatelliten Shijian 5 zum Einsatz gekommen war. Hierbei hatte es sich um den ersten Einsatz von Satellitenbus-Technologie in China gehandelt, bei der die Firma eine vielseitig verwendbare Plattform zur Verfügung stellte, ein Gehäuse mit Antrieb, Stromversorgung und Kommunikation, in das der Kunde Nutzlasten seiner Wahl einbauen lassen konnte. Der erste von der Dong Fang Hong GmbH gebaute Satellit, der am 15. Mai 2002 gestartete Meeresforschungssatellit Haiyang 1A, basierte auf einer Variante des CAST-968-Busses.
Am 10. November 2003 gründete die Dong Fang Hong GmbH mit einem Stammkapital von 300 Millionen Yuan als zivile Sparte die Beijing Wei Sheng Xiaohan Yuhang Technologie GmbH (北京威胜霄汉宇航技术有限公司, Mit imponierender Kraft das Firmament besiegende Raumfahrt).
Einige Jahre später stellte diese Tochterfirma ihren Betrieb jedoch wieder ein.
Am 6. Oktober 2008 gründete die Dong Fang Hong AG zusätzlich und unabhängig von der Hangtian Dong Fang Hong Satelliten GmbH für den Geschäftsbereich Mikrosatelliten im Bereich 10–100 kg zusammen mit der China Great Wall Industry Corporation die Shenzhen Hangtian Dong Fang Hong Satelliten GmbH (深圳航天东方红卫星有限公司), kurz „Shenzhen Dong Fang Hong“ (深圳东方红), mit Sitz in Shenzhen, Provinz Guangdong.

## Geschäftsbereiche
Stand 2021 sind die zivilen und die militärischen Kleinsatelliten, nicht jedoch die Mikrosatelliten, alle unter dem Dach der Hangtian Dong Fang Hong Satelliten GmbH angesiedelt, zusammen mit den Forschungssatelliten, wo besonders Tianqin-1 für Gravitationswellenforschung und der Relaissatellit Elsternbrücke für das Mondprogramm der Volksrepublik China zu nennen wären.
Auch das Weltraumteleskop Yangwang-1 für private Asteroidenprospektion wurde von der Hangtian Dong Fang Hong hergestellt.
Die von der Hangtian Dong Fang Hong hergestellten Satelliten decken mit ihrem Startgewicht von maximal einer Tonne den Bereich unterhalb der Erdbeobachtungssatelliten der ebenfalls zur China Aerospace Science and Technology Corporation gehörenden Shanghaier Akademie für Raumfahrttechnologie ab; die mit Bussen aus dem Portfolio letzterer Firma (SAST-1000, SAST-3000 etc.) gebauten Satelliten beginnen bei 750 kg Startmasse.
Auch die auf Bussen der Dong-Fang-Hong-Serie (DFH-3, DFH-4 etc.) beruhenden Kommunikationssatelliten, die nichts mit der Dong Fang Hong GmbH zu tun haben, sondern von der Chinesischen Akademie für Weltraumtechnologie selbst hergestellt werden, bewegen sich im Bereich mehrerer Tonnen. Die Dong Fang Hong GmbH befindet sich jedoch in Konkurrenz zur Innovationsakademie für Mikrosatelliten, einer mittlerweile kommerziell ausgerichteten Einrichtung der Chinesischen Akademie der Wissenschaften, die nicht nur Forschungssatelliten, sondern zum Beispiel auch Navigationssatelliten für das Beidou-System herstellt.
Stand 2021 hat die Firma gut 500 Arbeiter und Angestellte, die pro Jahr 10 Satelliten herstellen können.
Vorstandsvorsitzender der Hangtian Dong Fang Hong GmbH (und stellvertretender Generaldirektor der Dong Fang Hong AG) ist seit dem 16. September 2019 Jiang Jun (姜军, * 1971), bis dahin stellvertretender Generaldirektor der GmbH, der nach seiner Promotion zunächst in verschiedenen Entwicklungsabteilungen der Akademie für Weltraumtechnologie in leitender Position tätig war.
Zum Jahresumsatz macht die Dong Fang Hong GmbH keine Angaben. Die Dong Fang Hong Satelliten AG erzielte im Jahr 2020 einen Umsatz von etwas über 7 Milliarden Yuan, davon waren 426,5 Millionen Yuan Nettogewinn nach Steuern. Die Hangtian Dong Fang Hong Satelliten GmbH, die in jenem Jahr einen Substanzwert von 2,32 Milliarden Yuan besaß, hatte 2020 einen Reingewinn 275,5 Millionen Yuan erwirtschaftet.

## Satellitenbusse
Die Hangtian Dong Fang Hong Satelliten GmbH verfügt über ein Portfolio von mehreren, primär für Erdbeobachtung/Fernerkundung ausgelegten Satellitenbussen:
|                         | CAST 100        | CAST 100+                   | CAST 968    | CAST 968A  | CAST 1000A  | CAST 1000B  | CAST 1000C  | CAST 2000                          | CAST 3000     |
| ----------------------- | --------------- | --------------------------- | ----------- | ---------- | ----------- | ----------- | ----------- | ---------------------------------- | ------------- |
| Startmasse              | 50–300 kg       | 400–500 kg                  | 500–800 kg  | 450–490 kg | 30–65 kg    | 100–220 kg  | 250–370 kg  | 600–1000 kg                        | 680–780 kg    |
| Orbitalhöhe             | 400–1200 km     | 400–1200 km                 | 400–1200 km | 800–900 km | 400–1200 km | 400–1200 km | 400–1200 km | 400–1200 km                        | 400–36.000 km |
| Stromversorgung         | 15–500 W        | 300–700 W                   | 500–2000 W  | 300–400 W  | 16–30 W     | 100–250 W   | 260–800 W   | 500–2000 W                         | 945–1148 W    |
| Ausrichtungsgenauigkeit | 0,1°            | 0,1°                        | 0,3–0,5°    | 5°         | 1–5°        | 0,6°        | 0,1°        | 0,1°                               | 0,05°         |
| Ausrichtungsstabilität  | 0,001°/s        | 0,001°/s                    | 0,01°/s     | 0,05°/s    | 0,2°/s      | 0,05°/s     | 0,003°/s    | 0,001°/s                           | 0,0005°/s     |
| Anwendung               | XW-1 Shijian 9B | kommerzielle Erdbeobachtung | Double Star | Shijian 5  | Naxing 1    | Shiyan-5    | Shiyan-2    | Huanjing 1C VRSS-1 Shijian 9A CSES | Gaofen 9      |